# Ceryx evar
Ceryx evar là một loài bướm đêm thuộc phân họ Arctiinae, họ Erebidae.